# Ross McCormack
Ross McCormack (Glasgow, 18 agosto 1986) è un calciatore scozzese, attaccante del Doncaster City.

## Statistiche

### Presenze e reti nei club
Statistiche aggiornate al 28 maggio 2016.
| Stagione            | Squadra             | Campionato          | Campionato | Campionato | Coppe nazionali | Coppe nazionali | Coppe nazionali | Coppe continentali | Coppe continentali | Coppe continentali | Altre coppe | Altre coppe | Altre coppe | Totale | Totale |
| Stagione            | Squadra             | Comp                | Pres       | Reti       | Comp            | Pres            | Reti            | Comp               | Pres               | Reti               | Comp        | Pres        | Reti        | Pres   | Reti   |
| ------------------- | ------------------- | ------------------- | ---------- | ---------- | --------------- | --------------- | --------------- | ------------------ | ------------------ | ------------------ | ----------- | ----------- | ----------- | ------ | ------ |
| 2003-2004           | Rangers             | SPL                 | 2          | 1          | SC+CdL          | 0               | 0               | -                  | -                  | -                  | -           | -           | -           | 2      | 1      |
| 2004-2005           | Rangers             | SPL                 | 1          | 0          | SC+CdL          | 0               | 0               | -                  | -                  | -                  | -           | -           | -           | 1      | 0      |
| 2005-gen. 2006      | Rangers             | SPL                 | 8          | 1          | SC+CdL          | 1+0             | 1+0             | UCL                | 2                  | 1                  | -           | -           | -           | 11     | 3      |
| Totale Rangers      | Totale Rangers      | Totale Rangers      | 143        | 53         |                 | 14              | 5               |                    | -                  | -                  |             | -           | -           | 157    | 58     |
| gen.-giu. 2006      | Doncaster           | FL1                 | 19         | 5          | FACup+CdL       | 0               | 0               | -                  | -                  | -                  | -           | -           | -           | 19     | 5      |
| 2006-2007           | Motherwell          | SPL                 | 12         | 2          | SC+CdL          | 1+2             | 1+0             | -                  | -                  | -                  | -           | -           | -           | 15     | 3      |
| 2007-2008           | Motherwell          | SPL                 | 36         | 8          | SC+CdL          | 3+3             | 1+2             | -                  | -                  | -                  | -           | -           | -           | 42     | 11     |
| Totale Motherwell   | Totale Motherwell   | Totale Motherwell   | 143        | 53         |                 | 14              | 5               |                    | -                  | -                  |             | -           | -           | 157    | 58     |
| 2008-2009           | Cardiff City        | FLC                 | 38         | 21         | FACup+CdL       | 3+3             | 1+1             | -                  | -                  | -                  | -           | -           | -           | 44     | 23     |
| 2009-2010           | Cardiff City        | FLC                 | 34+3       | 4          | FACup+CdL       | 4+0             | 1               | -                  | -                  | -                  | -           | -           | -           | 41     | 5      |
| ago. 2010           | Cardiff City        | FLC                 | 2          | 0          | FACup+CdL       | 0+2             | 2               | -                  | -                  | -                  | -           | -           | -           | 4      | 2      |
| Totale Cardiff City | Totale Cardiff City | Totale Cardiff City | 74+3       | 25         |                 | 12              | 5               |                    | -                  | -                  |             | -           | -           | 89     | 30     |
| ago. 2010-2011      | Leeds               | FLC                 | 20         | 2          | FACup+CdL       | 0               | 0               | -                  | -                  | -                  | -           | -           | -           | 20     | 2      |
| 2011-2012           | Leeds               | FLC                 | 45         | 18         | FACup+CdL       | 1+3             | 0+1             | -                  | -                  | -                  | -           | -           | -           | 49     | 19     |
| 2012-2013           | Leeds               | FLC                 | 32         | 5          | FACup+CdL       | 4+2             | 2+1             | -                  | -                  | -                  | -           | -           | -           | 38     | 8      |
| 2013-2014           | Leeds               | FLC                 | 46         | 28         | FACup+CdL       | 1+3             | 0+1             | -                  | -                  | -                  | -           | -           | -           | 50     | 29     |
| Totale Leeds        | Totale Leeds        | Totale Leeds        | 143        | 53         |                 | 14              | 5               |                    | -                  | -                  |             | -           | -           | 157    | 58     |
| 2014-2015           | Fulham              | FLC                 | 44         | 17         | FACup+CdL       | 4+3             | 1+1             | -                  | -                  | -                  | -           | -           | -           | 51     | 19     |
| 2015-2016           | Fulham              | FLC                 | 45         | 21         | FACup+CdL       | 1+3             | 0+2             | -                  | -                  | -                  | -           | -           | -           | 49     | 23     |
| Totale Fulham       | Totale Fulham       | Totale Fulham       | 89         | 38         |                 | 11              | 4               |                    | -                  | -                  |             | -           | -           | 100    | 42     |
| Totale carriera     | Totale carriera     | Totale carriera     | 306+3      | 116        |                 | 37              | 14              |                    | -                  | -                  |             | -           | -           | 346    | 130    |

### Cronologia presenze e reti in Nazionale
| Cronologia completa delle presenze e delle reti in nazionale ― Scozia | Cronologia completa delle presenze e delle reti in nazionale ― Scozia | Cronologia completa delle presenze e delle reti in nazionale ― Scozia | Cronologia completa delle presenze e delle reti in nazionale ― Scozia | Cronologia completa delle presenze e delle reti in nazionale ― Scozia | Cronologia completa delle presenze e delle reti in nazionale ― Scozia | Cronologia completa delle presenze e delle reti in nazionale ― Scozia | Cronologia completa delle presenze e delle reti in nazionale ― Scozia |
| Data                                                                  | Città                                                                 | In casa                                                               | Risultato                                                             | Ospiti                                                                | Competizione                                                          | Reti                                                                  | Note                                                                  |
| --------------------------------------------------------------------- | --------------------------------------------------------------------- | --------------------------------------------------------------------- | --------------------------------------------------------------------- | --------------------------------------------------------------------- | --------------------------------------------------------------------- | --------------------------------------------------------------------- | --------------------------------------------------------------------- |
| 30-05-2008                                                            | Praga                                                                 | Rep. Ceca                                                             | 3 – 1                                                                 | Scozia                                                                | Amichevole                                                            | -                                                                     | 82’                                                                   |
| 28-03-2009                                                            | Amsterdam                                                             | Paesi Bassi                                                           | 3 – 0                                                                 | Scozia                                                                | Qual. Mondiali 2010                                                   | -                                                                     |                                                                       |
| 01-04-2009                                                            | Glasgow                                                               | Scozia                                                                | 2 – 1                                                                 | Islanda                                                               | Qual. Mondiali 2010                                                   | 1                                                                     |                                                                       |
| 12-08-2009                                                            | Oslo                                                                  | Norvegia                                                              | 4 – 0                                                                 | Scozia                                                                | Qual. Mondiali 2010                                                   | -                                                                     | 37’                                                                   |
| 14-11-2009                                                            | Cardiff                                                               | Galles                                                                | 3 – 0                                                                 | Scozia                                                                | Amichevole                                                            | -                                                                     | 62’                                                                   |
| 25-05-2011                                                            | Dublino                                                               | Scozia                                                                | 3 – 1                                                                 | Galles                                                                | Amichevole                                                            | -                                                                     | 74’                                                                   |
| 29-05-2011                                                            | Dublino                                                               | Irlanda                                                               | 1 – 0                                                                 | Scozia                                                                | Amichevole                                                            | -                                                                     | 85’                                                                   |
| 15-08-2012                                                            | Edimburgo                                                             | Scozia                                                                | 3 – 1                                                                 | Australia                                                             | Amichevole                                                            | 1                                                                     | 67’                                                                   |
| 06-09-2013                                                            | Glasgow                                                               | Scozia                                                                | 0 – 2                                                                 | Belgio                                                                | Qual. Mondiali 2014                                                   | -                                                                     | 86’                                                                   |
| 15-11-2013                                                            | Glasgow                                                               | Scozia                                                                | 0 – 0                                                                 | Stati Uniti                                                           | Amichevole                                                            | -                                                                     | 69’                                                                   |
| 05-03-2014                                                            | Varsavia                                                              | Polonia                                                               | 0 – 1                                                                 | Scozia                                                                | Amichevole                                                            | -                                                                     | 77’                                                                   |
| Totale                                                                |                                                                       | Presenze                                                              | 11                                                                    |                                                                       | Reti                                                                  | 2                                                                     |                                                                       |

## Palmarès

### Club

#### Competizioni nazionali
- Campionato scozzese: 1

Rangers: 2004-2005
- Coppa di Lega scozzese: 1

Rangers: 2004-2005